# Meopham
Meopham is een civil parish ('burgerlijker parochie') in het bestuurlijke gebied Gravesham, in het Engelse graafschap Kent met 6722 inwoners. Meopham beslaat een oppervlakte van 17 vierkante kilometer en omvat twee dorpen en twee kleinere nederzettingen. Een van de dorpen in de parochie is Meopham, en het wordt door de lineaire ligging soms aangeduid als de langste nederzetting in Engeland.
De naam van het dorp is afgeleid van Meapaham (Meapa's dorp).
Het wordt voor het eerst vermeld in 788, in het bewind van koning Offa. Benedictijnse monniken richtten in de 12e eeuw een priorij ziekenhuis op in Meopham en gedurende de middeleeuwen werden drie middeleeuwse landhuizen - die van Meopham, Dodmore en Nurstead - opgericht om het land te besturen dat nu de parochie omvat. Edward Hasted beschreef het dorp in 1797 als "afgelegen" en zonder "goed bewandelbare doorgang erdoorheen".
Sinds de jaren 1920, toen het wegennummeringsplan begon, is de hoofdweg (de A227) door het dorp drukker geworden als doorgaande route die Noord-Kent verbindt met de M20-snelweg aan de voet van de North Downs, hoewel dit nu enigszins is verlicht door de M25.